# Ataenius kochi
Ataenius kochi är en skalbaggsart som beskrevs av Vladimir Balthasar 1941. Ataenius kochi ingår i släktet Ataenius och familjen Aphodiidae. Inga underarter finns listade.